# Trifolium bivonae
Trifolium bivonae là một loài thực vật có hoa trong họ Đậu. Loài này được Guss. miêu tả khoa học đầu tiên.